# Rhinoptera marginata
Rhinoptera marginata е вид хрущялна риба от семейство Орлови скатове (Myliobatidae). Видът е почти застрашен от изчезване.

## Разпространение и местообитание
Разпространен е в Гамбия, Гвинея, Гвинея-Бисау, Гърция, Египет, Западна Сахара, Испания, Мавритания, Мароко, Португалия, Сенегал и Сирия.
Обитава крайбрежията на морета и заливи.